# Zoltán Friedmanszky
Zoltán Friedmanszky (né le 22 octobre 1934 à Ormosbánya en Hongrie et mort le 31 mars 2022) est un ancien joueur et entraîneur de football hongrois d'origine polonaise.